# خودروهای موتور وسط-محور جلو
خودرو موتور وسط-محور جلو (MF) به آن دسته از خودروهایی گفته می‌شود که موتور خودرو در قسمت میانی شاسی و چرخ محرک آن در قسمت جلویی خودرو قرار داشته باشند.

## نگارخانه

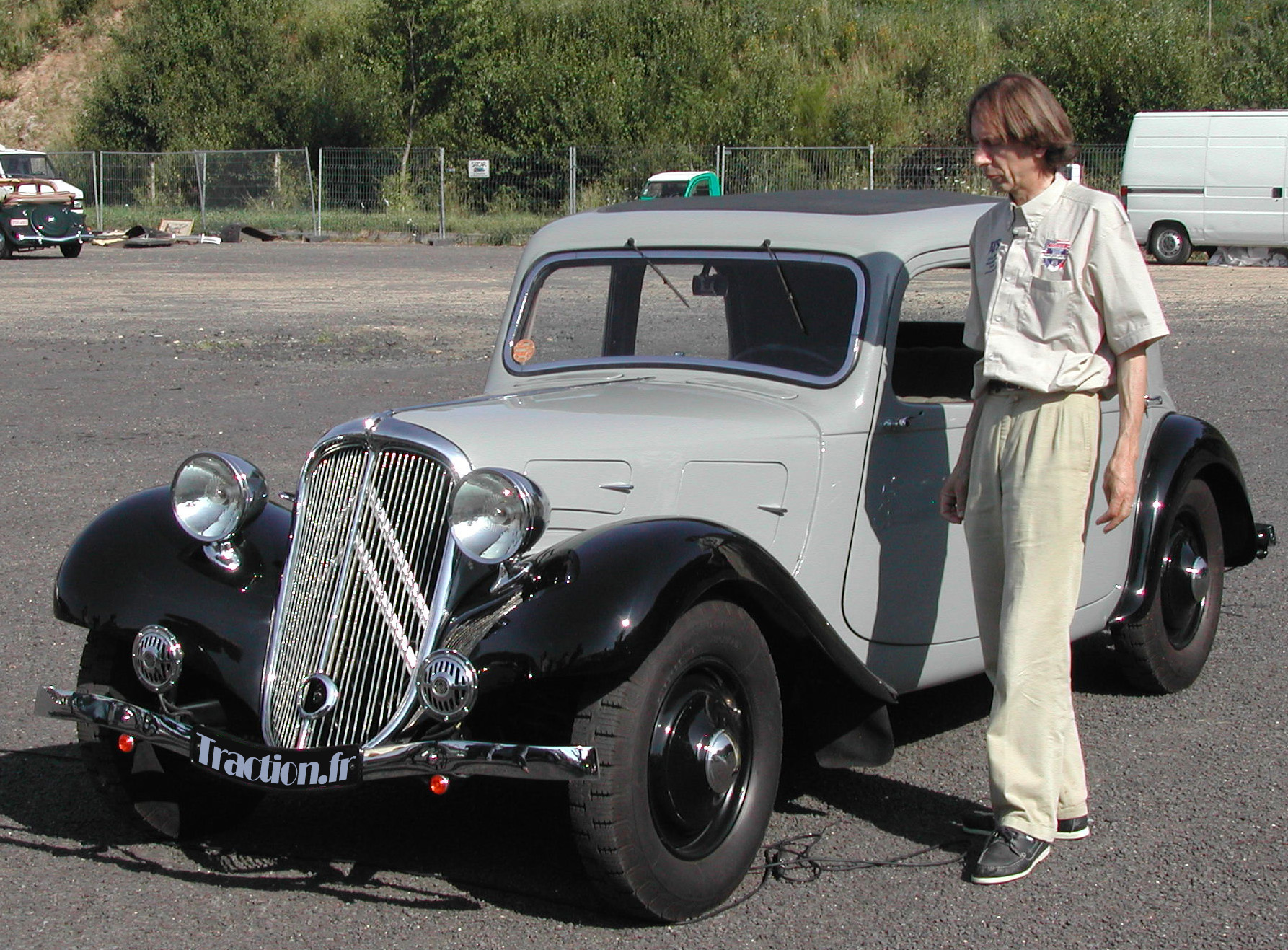
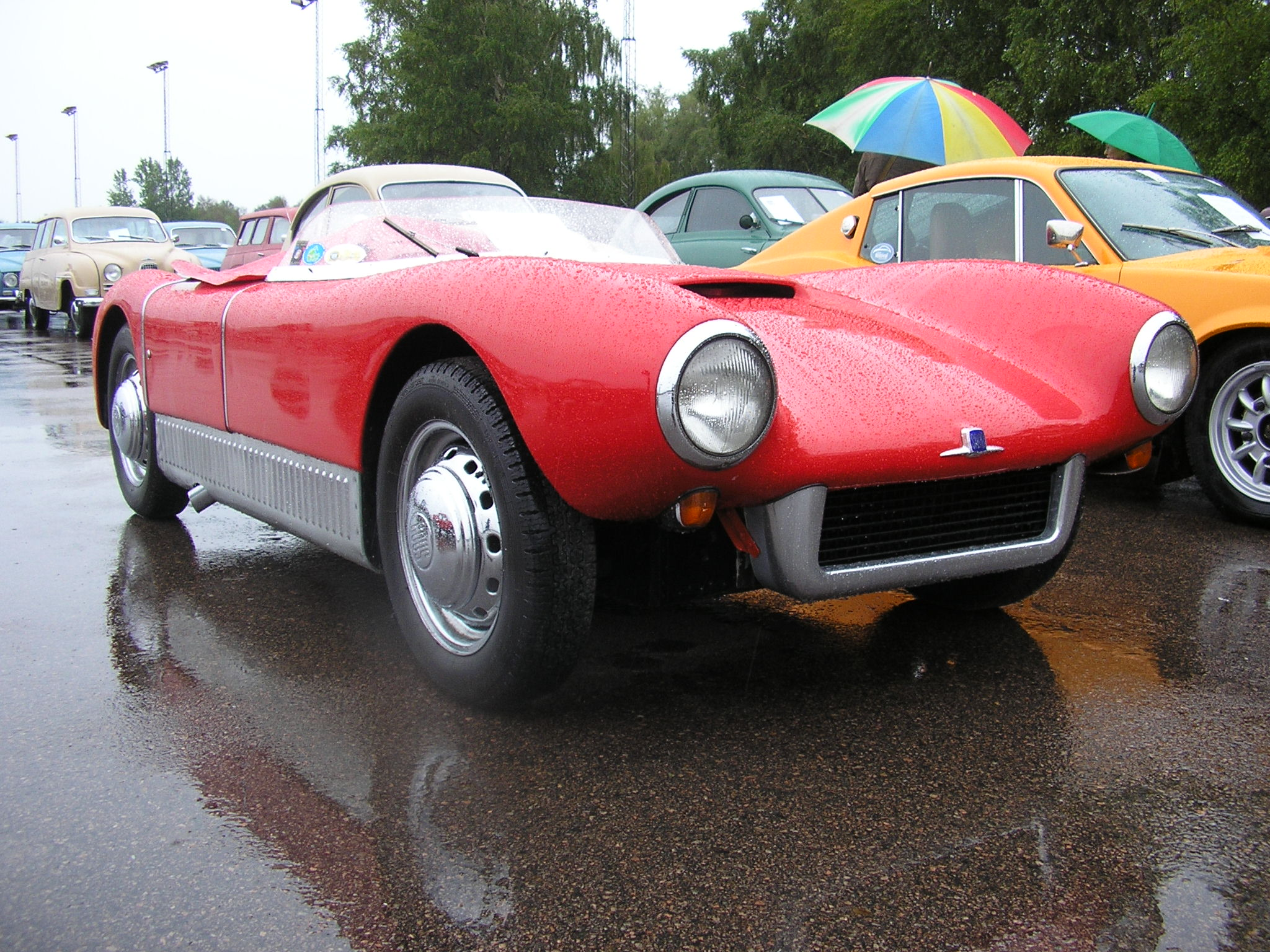
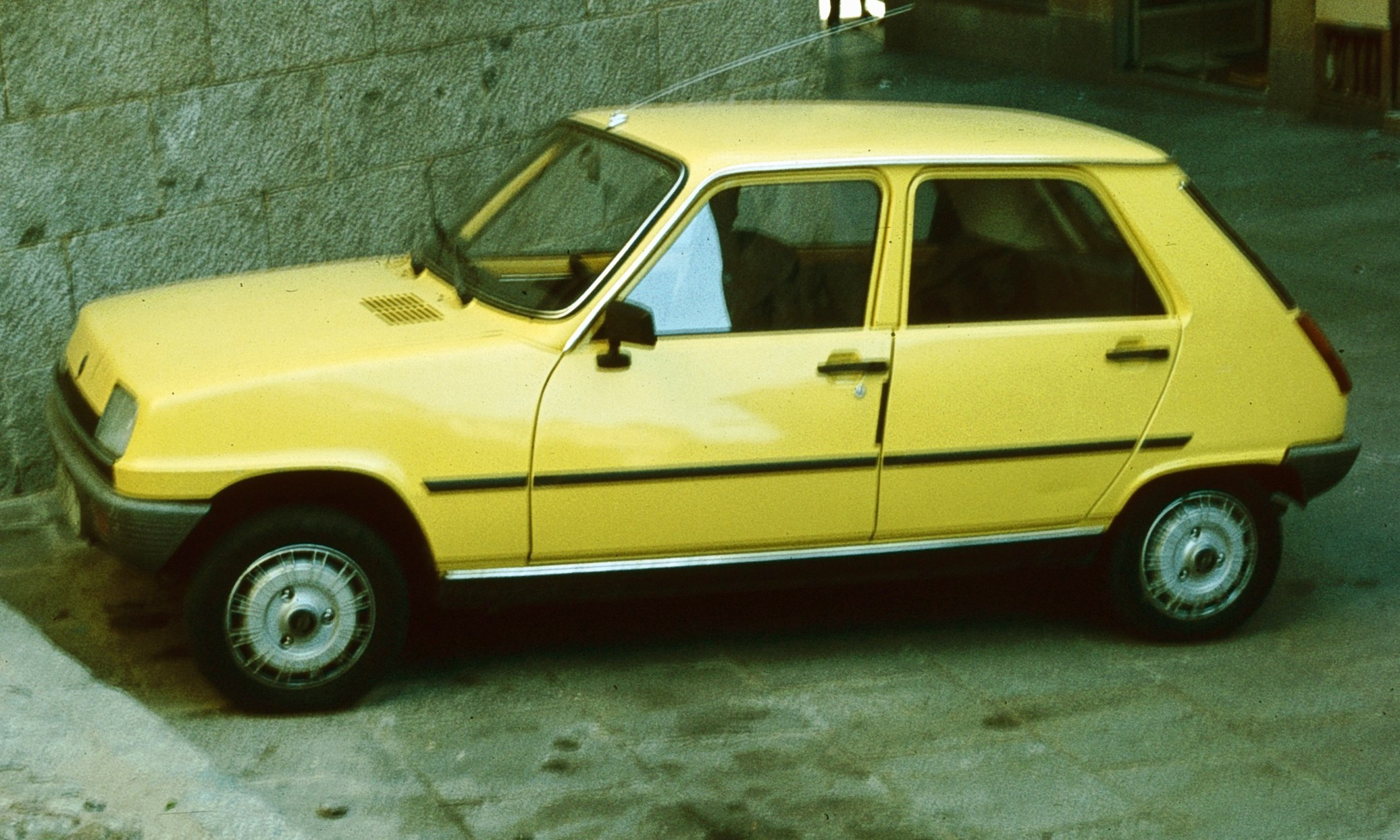